# Paul Gartland
Paul E. Gartland (sinh ngày 8 tháng 2 năm 1959 ở Shipley, Bradford, Anh) là một cựu cầu thủ bóng đá người Anh thi đấu ở vị trí hậu vệ ở Football League cho Huddersfield Town trước khi sang bóng đá non-league.